# Všeněmecký svaz
Všeněmecký svaz (německy Alldeutscher Verband) byla německá nacionalistická organizace, existující v letech 1891 až 1939. Byla orientována expanzionisticky, pangermánsky a militaristicky. Vznikla k obraně německých koloniálních zájmů v reakci na výměnu mezi Německou říší a Britskou říší britského Helgolandu za německé nároky na Zanzibar – uvedená výměna byla nacionalistickými kruhy v Německu vykládána jako výměna africké říše za maličký ostrov („kalhoty za knoflík“).